# Shōhei Tochimoto
Shōhei Tochimoto (japanisch 栃本 翔平, Tochimoto Shōhei; * 21. Dezember 1989 in Sapporo) ist ein ehemaliger japanischer Skispringer.

## Werdegang
Tochimoto gehört seit 2008 der Mannschaft „Megmilk Snow Brand Ski Team“ der Molkerei Yukijirushi Nyūgyō an. Zuvor sprang er für die Hokkaidō-Shōshi-Gakuen-Oberschule (北海道尚志学園高校, Hokkaidō shōshi gakuen kōkō). Sein internationales Debüt gab er bei FIS-Springen in Yamagata im März 2004 im Alter von nur 15 Jahren. Ein Jahr später sprang er erneut bei FIS-Springen in seiner Heimat und konnte dabei mit dem vierten Platz überzeugen, so dass er kurz darauf für die Nordischen Junioren-Skiweltmeisterschaften 2005 in Rovaniemi nominiert wurde und dort neben dem achten Platz mit der Mannschaft den 32. Platz im Einzelspringen erreichte. Nach zwei guten Ergebnissen im FIS-Cup zu Beginn der Saison 2005/06 startete er kurz darauf in St. Moritz erstmals im Skisprung-Continental-Cup und gewann dabei mit dem 27. Platz auch seine ersten Punkte. Am 21. Januar 2006 gab er sein Debüt im Skisprung-Weltcup und verpasste dabei in Sapporo mit dem 32. Rang nur knapp die Punkteränge. Bei der folgenden Nordischen Junioren-Skiweltmeisterschaft 2006 in Kranj gewann er mit dem Team die Bronzemedaille. Im Einzelspringen belegte er einen sehr guten fünften Rang.
Bei der 46. Nordischen Skiweltmeisterschaft 2007 in Sapporo gewann er zusammen mit seinen Teamkollegen Takanobu Okabe, Daiki Itō und Noriaki Kasai die Bronzemedaille beim Teamspringen auf der Großschanze. Dieser Erfolg gelang ihm bei der Nordischen Skiweltmeisterschaft 2009 in derselben Mannschaftsaufstellung erneut. Beim Einzelspringen auf der Großschanze dieser Weltmeisterschaft erreichte Tochimoto den 16. Platz. Beim Weltcupspringen am 28. November 2009 im finnischen Kuusamo erreichte er mit Platz sechs sein bisher beste Einzelplatzierung im Weltcup.
Bei den Olympischen Winterspielen 2010 in Vancouver erreichte Tochimoto im Springen von der Normalschanze den 37. Platz und schied damit bereits nach dem 1. Durchgang aus.
Nach den Olympischen Spielen startete Tochimoto weiter im Weltcup. Mit der Mannschaft erreichte er dabei im Teamspringen von Lahti den sechsten Platz. Nachdem er in den Einzelweltcups bis Saisonende keine weiteren Punkte mehr erreicht hatte, beendete er die Saison auf dem 32. Platz der Gesamtwertung. In den Skisprung-Grand-Prix 2010 startete er mit einem 12. Platz in Hinterzarten, konnte aber an diese Platzierung in den folgenden Springen nicht anknüpfen. Erst im polnischen Wisła auf der Malinka und in Hakuba auf den Hakuba-Schanzen gelangen ihm erneut vordere Platzierungen, so dass er am Ende den 13. Platz der Gesamtwertung belegte.
In die Saison 2010/11 startete Tochimoto mit einem dritten Platz im Teamweltcup von Kuusamo, bevor er einen Tag später im Einzel Platz 19 erreichte. Im Verlauf der Saison überrasche er mit diversen vorderen Platzierungen bei den Qualifikationsspringen, so unter anderem mit einem zweiten Platz auf der Ōkurayama-Schanze in Sapporo. In den Wettbewerben konnte er diese Leistungen jedoch nie bestätigen. Er landete zwar deutlich innerhalb der Punkte, jedoch in keinem Springen unter den besten zehn.
Bei der Nordischen Skiweltmeisterschaft 2011 trat Tochimoto ausschließlich im Einzel von der Normalschanze an und erreichte den 31. Rang. Der Skisprung-Grand-Prix 2011 verlief für ihn enttäuschend. Trotz guter Qualifikationsergebnisse, erreichte er erst in Hakuba wieder die Punkteränge. Zurückzuführen war dies jedoch auf das stark ausgedünnte Teilnehmerfeld. In die Saison 2011/12 startete Tochimoto erneut stark mit einem zweiten Platz im Teamspringen von Kuusamo sowie einem 12. Platz im Einzelspringen. In der Folge gelang es ihm aber erneut nicht an diesen Erfolg anzuknüpfen. Er blieb bis zum 18. Februar 2012 in Oberstdorf ohne Punktgewinn.
Bei der Skiflug-Weltmeisterschaft 2012 in Vikersund erreichte Tochimoto mit der Mannschaft den fünften Rang und wurde im Einzelfliegen 39. In den folgenden Weltcups verpasste er die Punkteränge deutlich und beendete die Saison so auf dem 57. Platz der Weltcup-Gesamtwertung. Dies war sein bis dahin schlechtestes Saisonergebnis.
Nachdem er im Sommer 2012 weder im Sommer-Continental Cup noch im Skisprung-Grand-Prix erfolgreich springen konnte, verpasste er auch zu Beginn der Saison 2012/13 alle Wettbewerbe bereits in der Qualifikation, ausgenommen vom Teamspringen in Zakopane, wo er gemeinsam mit Daiki Itō, Yūta Watase und Taku Takeuchi im Teamspringen den vorletzten Rang neun belegte. Lediglich in Sapporo, wo aufgrund des geringen Teilnehmerfeldes keine Qualifikation durchgeführt wurde, konnte er im Wettbewerb springen, blieb aber erneut ohne Punkte. Daraufhin zog sich Tochimoto bereits vor Ende der Saison 2012/13 ohne einen Punktgewinn aus dem Weltcup-Kader zurück.
Im März 2013 bestritt Tochimoto zwei international besetzte FIS-Springen in Sapporo, konnte aber erneut nur mittlere Platzierungen erreichen. Beim Weltcup-Springen in Sapporo am 25. Januar 2014 konnte er als 28. das erste Mal nach knapp zwei Jahren wieder die Punkteränge erreichen.
Im Jahr 2023 beendete er seine aktive Karriere.

## Erfolge

### Grand-Prix-Siege im Einzel
| Nr. | Datum             | Ort    | Typ         |
| --- | ----------------- | ------ | ----------- |
| 1.  | 9. September 2007 | Hakuba | Großschanze |

## Statistik

### Weltcup-Platzierungen
| Saison  | Platz | Punkte |
| ------- | ----- | ------ |
| 2007/08 | 35.   | 109    |
| 2008/09 | 35.   | 107    |
| 2009/10 | 32.   | 124    |
| 2010/11 | 28.   | 165    |
| 2011/12 | 57.   | 023    |
| 2013/14 | 79.   | 03     |
| 2014/15 | 46.   | 079    |
| 2015/16 | 55.   | 022    |
| 2019/20 | 73.   | 002    |

### Grand-Prix-Platzierungen
| Saison | Platz | Punkte |
| ------ | ----- | ------ |
| 2007   | 07.   | 237    |
| 2008   | 22.   | 094    |
| 2009   | 25.   | 074    |
| 2010   | 13.   | 156    |
| 2011   | 40.   | 055    |
| 2015   | 14.   | 162    |
| 2018   | 22.   | 088    |
| 2019   | 56.   | 017    |